# 意大利共产党人党

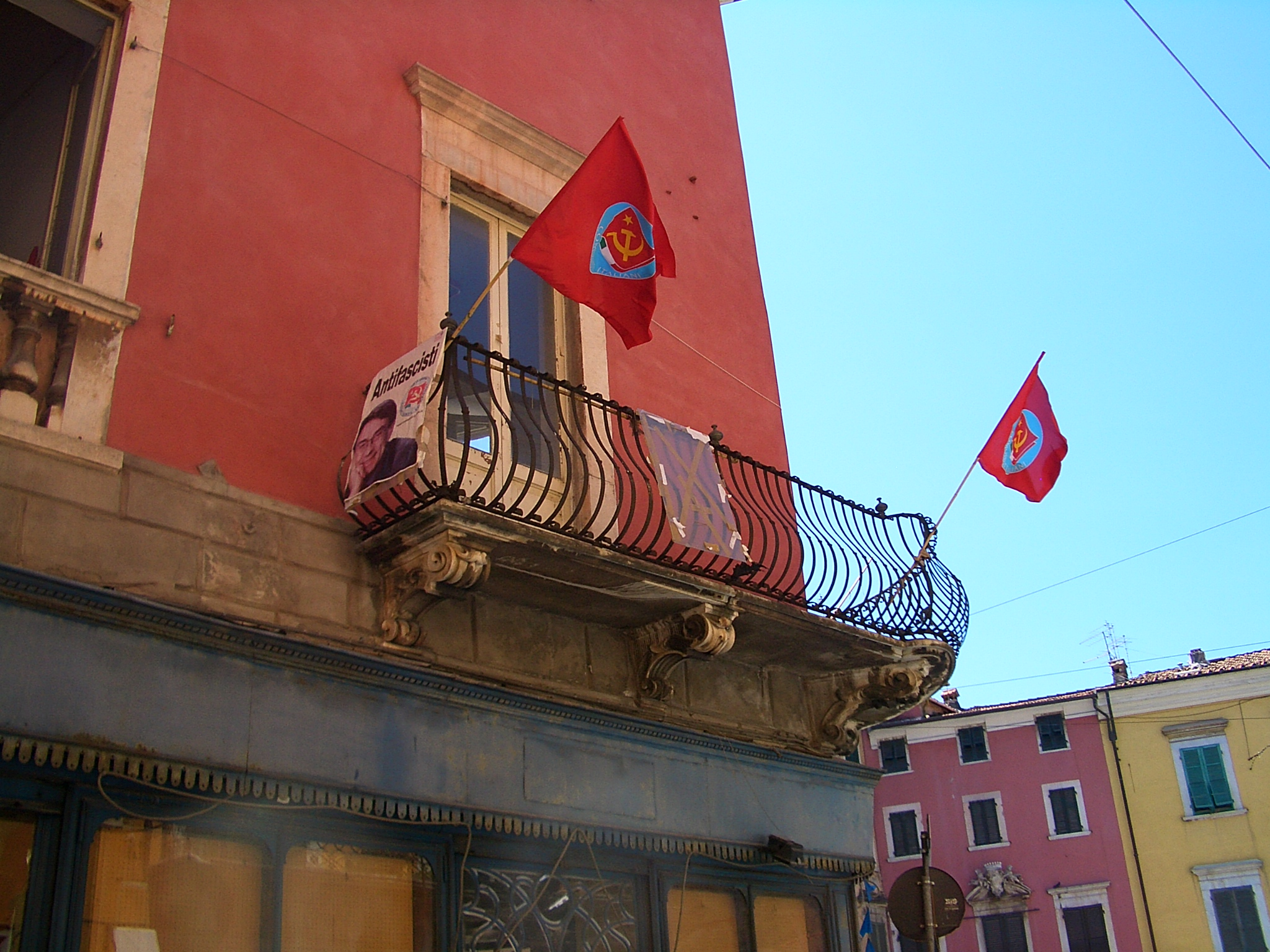
意大利共产党人党党旗

意大利共产党人党（義大利語：Partito dei Comunisti Italiani），简称意共人党（PdCI），是意大利的一个已不存在的共产主义政党。
意大利共产党人党成立于1998年10月11日，自重建共产党分裂而出，其领袖为原重建共主席阿曼多·科苏塔。当时重建共内部由于对罗马诺·普罗迪政府的态度不同，发生了激烈的争论，最终重建共决定退出橄榄树联盟，撤销对普罗迪政府的支持，但是阿曼多·科苏塔等人拒绝接受党的决定，于是另组意大利共产党人党，继续留在联盟中。
2008年，由于同奥利维耶·迪利贝托长期不和，阿曼多·科苏塔退党。在迪利贝托带领下，意大利共产党人党与重建共产党、绿党联盟以及民主左翼组成左翼－彩虹联盟，但在次年的大选中遭到惨败，由于未能达到4%的最低门槛，共产党人党失去了在议会中的所有席位。2008年7月28日，迪利贝托连任总书记，并向重建共产党提出合并动议，但没有成功。
2014年12月11日，意大利共产党人党重组为意大利共产党。